# Lycée Thomas-Sankara
 (août 2025).
La mise en forme du texte ne suit pas les recommandations de Wikipédia : il faut le « wikifier ».
Les points d'amélioration suivants sont les cas les plus fréquents :
- Les titres sont pré-formatés par le logiciel. Ils ne sont ni en capitales, ni en gras.
- Le texte ne doit pas être écrit en capitales (les noms de famille non plus), ni en gras, ni en italique, ni en « petit »…
- Le gras n'est utilisé que pour surligner le titre de l'article dans l'introduction, une seule fois.
- L'italique est rarement utilisé : mots en langue étrangère, titres d'œuvres, noms de bateaux, etc.
- Les citations ne sont pas en italique mais en corps de texte normal. Elles sont entourées par des guillemets français : « et ».
- Les listes à puces sont à éviter, des paragraphes rédigés étant largement préférés. Les tableaux sont à réserver à la présentation de données structurées (résultats, etc.).
- Les appels de note de bas de page (petits chiffres en exposant, introduits par l'outil «  Source ») sont à placer entre la fin de phrase et le point final[comme ça].
- Les liens internes (vers d'autres articles de Wikipédia) sont à choisir avec parcimonie. Créez des liens vers des articles approfondissant le sujet. Les termes génériques sans rapport avec le sujet sont à éviter, ainsi que les répétitions de liens vers un même terme.
- Les liens externes sont à placer uniquement dans une section « Liens externes », à la fin de l'article. Ces liens sont à choisir avec parcimonie suivant les règles définies. Si un lien sert de source à l'article, son insertion dans le texte est à faire par les notes de bas de page.
- La présentation des références doit suivre les conventions bibliographiques. Il est recommandé d'utiliser les modèles {{Ouvrage}}, {{Chapitre}}, {{Article}}, {{Lien web}} et/ou {{Bibliographie}}. Le mode d'édition visuel peut mettre en forme automatiquement les références.
- Insérer une infobox (cadre d'informations à droite) n'est pas obligatoire pour parachever la mise en page.

Pour une aide détaillée, merci de consulter Aide:Wikification.
Si vous pensez que ces points ont été résolus, vous pouvez retirer ce bandeau et améliorer la mise en forme d'un autre article.
Le lycée Thomas Sankara est un établissement public d'enseignement général situé à Brazzaville, capitale de la république du Congo. Il porte le nom de Thomas Sankara, ancien président révolutionnaire du Burkina Faso, symbole de lutte pour la justice sociale en Afrique.

## Histoire et contexte
Le lycée Thomas Sankara fait partie des établissements scolaires publics majeurs de Brazzaville. Il a connu une évolution notable au fil des années, notamment avec la création d'un deuxième lycée éponyme au sein du même site, marquant une extension de l'établissement pour répondre à la demande croissante d'éducation. Cette extension inclut l'agrandissement des parvis et la construction d'amphithéâtres pour mieux accueillir les élèves. Les anciens élèves, regroupés au sein de l'« Association revivre le lycée Thomas Sankara », jouent un rôle actif dans la vie du lycée, notamment par des dons de matériel pédagogique et des actions de promotion et d'entraide.

## Organisation et corps enseignant
Le lycée est dirigé par un proviseur, sous la tutelle du ministère en charge de l'enseignement secondaire. Le corps enseignant rencontre parfois des défis liés à la sécurité et à la gestion des comportements des élèves, ce qui impacte l'assiduité de certains professeurs. Le lycée accueille également des étudiants dans des programmes spécifiques, tels que ceux de la faculté des sciences économiques pour renforcer son profil académique.

## Conditions et défis
L'établissement est confronté à plusieurs difficultés, notamment au niveau de la sécurité, avec des actes de violence et de désordre régulièrement signalés. La perméabilité des entrées principales facilite la circulation incontrôlée des personnes, posant des risques pour la sécurité des élèves et du personnel. Des efforts sont faits par les autorités et les anciennes promotions pour améliorer cette situation par des campagnes de sensibilisation et des actions concrètes.

## Vie scolaire et culturelle
Le lycée organise des évaluations régulières et récompense les meilleurs élèves avec des fournitures scolaires, grâce aux dons collectés par l'association des anciens élèves. Il y a un engagement fort autour de la promotion des valeurs d'éducation, de responsabilité et de civisme. Le lycée joue également un rôle important dans la commémoration du souvenir de Thomas Sankara, accentuant son identité historique et culturelle dans l'environnement éducatif congolais.